# Свети Николай (Дервешен)
„Свети Николай“ (на гръцки: Αγίου Νικολάου, Агиу Николау) е средновековна православна църква в сярско село Дервешен (Инуса), Егейска Македония, Гърция. Храмът е от XIV век. Принадлежи към Сярската и Нигритска епархия на Вселенската патриаршия.

## Местоположение
Църквата е разположена на 1,3 km южно от Дервешен, в равнината под южните склонове на Сминица (Меникио).

## История
Вероятно църквата е свързана с католикона „Свети Николай Кантопулски“, метох на манастира „Свети Безсребреници“, собственост на Иверския манастир. До 1953 година църквата до голяма степен изоставена и обрасла с растителност. В 1956 година е разчистена и ремонтирана лошо, като покривът е заменен с бетонна плоча. Оригиналната живопис е запазена в апсидата на изток – съвременното изображение на Света Богородица Ширшая небес повтаря оригиналното. Датата на съвременната мраморна плоча е произволна.

## Описание
Храмът е поствизантийска еднокорабна църква от архитектурния тип триконхален храм с купол, с вътрешни размери 4,50 х 5,23 m с конхите. Всички конхи са отвън полукръгли. Малки фрагменти от оригиналните стенописи са запазени на източната стена на апсидата.